# 桝見咲智子
桝見 咲智子（ますみ さちこ、1984年12月20日 - ）は、日本の元陸上競技選手。専門は走幅跳、三段跳。世界陸上選手権ベルリン大会女子走幅跳日本代表。

## 経歴
香川県高松市出身。福岡大学スポーツ科学部を卒業後、2007年に九電工に入社。
香川県明善中学校時代から超中学級選手として全国で注目を集め、2年生だった1998年に全日中走高跳で2位、三種競技Aでは優勝。同年の香川県中学新人戦では不滅とも言われた佐藤恵の持つ三種競技Aの日本中学記録を破った。記録は3395点（1m76－12秒85－13m55）。
翌1999年、富山県で開催された全日中で、三種競技A、三種競技Bの二冠を達成、共に大会新、Bの記録は中学新という離れ業を演じた。また、この大会では、三種競技の試技で出した砲丸投、走高跳、走幅跳の記録が、単独種目での優勝記録を上回り、記録の上では五冠を達成した。
同年の日本選手権では走幅跳に出場し、中学生ながら3位に入った。やり投でも中学最高記録をマークした。
2000年、私立英明高等学校に進学。3年生だった2002年、2002年茨城総体香川県予選で走幅跳に出場し、6m43のジュニア日本タイ記録（2000年に池田（現・井村）久美子がマーク）、日本高校新記録を樹立。
2003年の高校卒業後は地元を離れ、福岡大学スポーツ科学部に進学。同大学陸上部では主将も務めた。4年生だった2006年、大阪国際グランプリで6m53の好記録をマーク。
2007年の福岡大学卒業後は、地元四国の実業団陸上部がトラック・ロード中心のチームが多かったこともあり、そのまま福岡に残って九電工に入社。入社直後の九州実業団選手権で初優勝を飾った。
日本選手権では池田久美子に次ぐ2位に入ったものの、世界選手権参加標準記録を突破していなかったために2007年世界陸上選手権代表入りを逸したが、ヨルダンアジア選手権代表に選出された。
2008年の日本選手権では6m57の好記録で第一人者の池田らをおさえて優勝。しかし、北京五輪参加標準Bに到達していなかったため南部記念にかけたが突破できなかったため、北京オリンピック代表入りはならなかった。
井村（結婚して池田から改姓）との対決となった2009年の日本選手権では、自己新かつ2009年世界陸上選手権参加標準記録を上回る6m65（当時日本歴代3位）を跳び2連覇を達成し、世界選手権代表に決定したが、世界選手権走り幅跳び予選では、その自己最高記録と同じ予選自動通過ラインの6m65、および最終的に予選を通過した選手の記録のうち最も跳躍距離の短かった6m52に及ばない6m23の記録で参加36選手中27位に終わり、予選敗退となった。
11月、中国・広州で開催されたアジア陸上選手権では銅メダルを獲得。
2010年6月、日本選手権では6m23の記録で準優勝。11月、広州で開催されたアジア競技大会では8位。その後、左の股関節の疲労骨折のため1年間の長期休養。
2012年6月8日、日本選手権に2年ぶりに出場し、6m35の記録で準優勝。
同年8月18日、三段跳で13m34（当時日本歴代5位）を記録する。
2013年6月の日本選手権では6m54の記録で2年連続準優勝。7月3日、インドのプネーで開催されたアジア選手権では6m54の記録で優勝し、金メダルを獲得。
2019年6月、日本選手権で6m15で6年ぶりの表彰台で準優勝。
2020年4月、年齢的に厳しいとのコメントを残し、九電工の陸上競技部を退部と同時に現役を引退。

## 備考
- 九電工の陸上競技部員は、桝見以外はトラック種目（駅伝等のロード走を含む）の選手である。
- 2007年に兵庫県立長田高等学校（当時）の中野瞳が、桝見と池田の日本ジュニア記録、および桝見の日本高校記録であった6m43を1cm上回る6m44を跳んだ。
- 2004年に三種競技が四種競技に変更されたため、変更時点で桝見の保持していた三種競技Aと三種競技Bの日本中学記録が今後破られることはなくなった。